# CINEOS
CINEOS (англ. Campo Imperatore Near-Earth Object Survey, обзор околоземных астероидов из Кампо-Императоре) — программа по поиску околоземных объектов, которая реализовывалась с 2001 по 2005 годы в специальной обсерватории, основанной в 1990 году на плато Кампо-Императоре горного массива Гран-Сассо. Обсерватория Кампо Императоре является наблюдательной станцией Обсерватории Рима. В проекте также приняла участие Обсерватория Турина. Программе был присвоен собственный код обсерватории Центра малых планет 599.

## Инструменты обсерватории
- Телескоп Шмидта (60-90-183 см). В антисолнечной области проницание составляло 21 зв. вел. На проект выделено 10-14 безлунных ночей в месяц.

## Направления исследований
- Поиск Атонов и Объекты внутри земной орбиты при обследовании областей неба с малой солнечной элонгацией.

## Основные достижения
- Открыто 928 астероидов с 1996 по 2005 года, которые на данный момент получили постоянные обозначения[1].
- 108 985 астрометрических измерений опубликовано с 1990 по 2006 года[2].
- С августа 2001 года по ноябрь 2004 года в рамках программы CINEOS было открыто 1500 астероидов, из которых 6 околоземных и один Кентавр.
- Открытие кометы 167P/CINEOS.

## Известные сотрудники
- Альдо Ди Клементе

## Интересные факты
- Это был первый профессиональный итальянский астрономический обзор, в рамках которого был открыт околоземный объект и объект за орбитой Юпитера.